# 熱風 (1943年の映画)
『熱風』（ねっぷう）は、1943年（昭和18年）10月7日に公開された東宝映画制作の日本映画。国策。
戦時下において、福岡県戸畑市、八幡市および小倉市にある八幡製鉄所を舞台に、増産を阻む魔の溶鉱炉に挑む人々を描く。本編は実際の八幡製鉄所で長期ロケを行い、特撮も実物を綿密に再現したミニチュアの溶鉱炉が制作された。

## あらすじ
九州のとある製鉄所。製鉄課長・佐々木を中心として監督員・菊地、「溶鉱炉の神様」と呼ばれるベテランの吉野らが集まり職場会議が開かれていた。議題は「第四溶鉱炉の能率引き上げ」についてだった。第四溶鉱炉は、低能率と事故の頻発をもって“魔の溶鉱炉”と怖れられていた。菊地はこの溶鉱炉の専任監督員を買って出た。伍長には柴田健介が任命された。その折り溶鉱炉が暴走、工員が負傷したが、柴田は身体を張って爆発の危険を未然に防いだ。ある日、柴田は新入社の女事務員・平沼久美子に声をかけられる。同じく事務員として勤務している康子の父は、第四溶鉱炉の犠牲になり、叔父の吉野の家に身を寄せていた。柴田は吉野家に下宿しているのだ。久美子は親切な康子から指導を受けながら、次第に職場に馴れていくが、愛想がなく、何事にも厳しい柴田に反感を抱く。工員の間にも柴田の強引な作業指導に対する不満が出始める。新記録月間が迫る中、第四溶鉱炉は相変わらず低値を示していた。公休の日、久美子は菊地と海岸に出掛けた。一方、柴田に対する部下たちの反感はますます強まるが、柴田の真意を知って皆は反省する。その様子を見ていた久美子も柴田に好意を抱くようになる。折りしも工場では停電で送風機が止まり、溶鉱炉は活動を停止してしまった。最後の手段として吉野はダイナマイトを仕掛けることを提案する。だがこの方法には危険が伴うため、柴田と菊地の間で意見が対立する。柴田と吉野は独断でこの方法を決行するために準備を進めるが、吉野は連日の過労のために作業中誤って炉に落ちて殉職。柴田の懊悩する姿に久美子はただただ必死に励まし続ける。菊地は柴田に「責任は自分が取る」と明言しダイナマイトを仕掛けることを決断する。決行の日、全員の注視する中、柴田の挿入したダイナマイトは轟音を立て爆発、作戦は成功した。嬉しさのあまり柴田は康子に駆け寄った。そして柴田から菊地の応召が発表されると、歓喜の輪はそのまま彼の壮行会へと移っていった。 

## キャスト
- 柴田健介（伍長工員）：藤田進
- 平沼久美子（事務員）：原節子
- 監督員・菊池：沼崎勲
- 康子：花井蘭子
- 吉野：菅井一郎
- 製鉄課長・佐々木：清水将夫
- 黒川弥太郎
- 進藤英太郎
- 清川荘司
- 高野由美

## スタッフ
- 製作：松崎啓次
- 原作：岩下俊作
- 監督：山本薩夫
- 脚本：八住利雄・小森静雄
- 音楽：江文也
- 撮影：木塚誠一
- 特殊技術：円谷英二
- 照明：大沼正喜
- 美術：戸塚正夫
- 録音：安恵重遠